# Microcyt

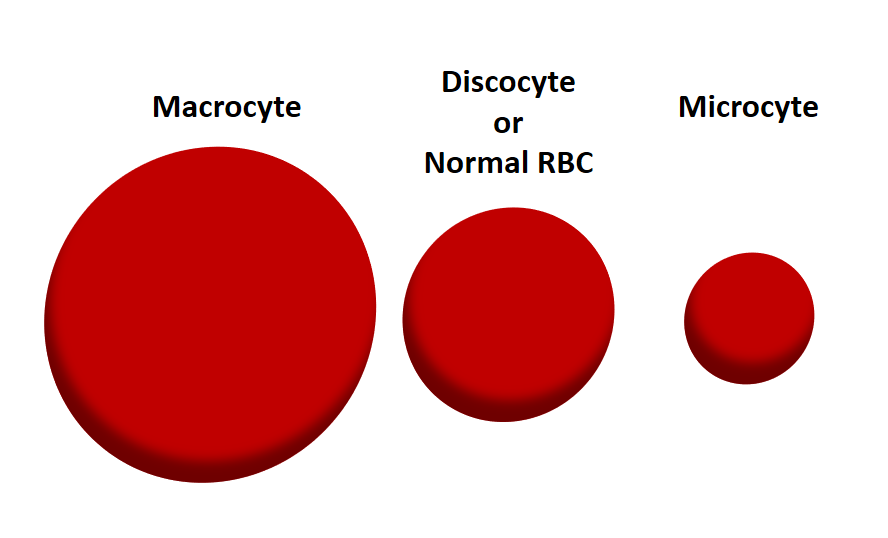
Rode bloedcellen

Een microcyt is een rode bloedcel die kleiner is dan normaal. Per definitie is de microcyt 5 micrometer of kleiner in diameter en ligt het MCV (Mean Corpuscular Volume, gemiddelde volume) onder de referentiewaarde van 80 ferntoliter (fL)). Microcyten worden vaak geassocieerd met verschillende vormen van bloedarmoede, zoals microcytaire anemie.
Microcytaire anemie is een vorm van een bloedarmoede (anemie) waarbij de rode bloedcellen kleiner (micro) zijn dan normaal. Dit wil zeggen, als het MCV (Mean Corpuscular Volume) onder de referentie waarde van 80 ferntoliter (fL) zit).
Een veel voorkomende oorzaak is een ijzergebreksanemie (door een verlaagd ferritine of ijzergehalte). Dit komt omdat het ijzer tijdens het aanmaken van rode bloedcellen (erytrocyten) wordt gebonden aan het hemoglobine van de rode bloedcel. Bij een ijzergebreksanemie is er ijzertekort, en dit zorgt ervoor dat minder hemoglobine gebonden wordt. Dit zorgt ervoor dat er minder hemoglobine aanwezig is in de rode bloedcel. Omdat er dus minder inhoud in de rode bloedcel zit, is deze dus kleiner. Als het om een ijzergebreksanemie gaat als oorzaak, is het aantal rode bloedcellen normaal. Het MCV is verlaagd maar de hoeveelheid rode bloedcellen blijft normaal, omdat de aanmaak niet minder is geworden. 